# 二號鎮區 (堪薩斯州魯克斯縣)
二號鎮區（英語：Township 2）為美國堪薩斯州魯克斯縣轄下的鎮區。2010年美国人口普查中該鎮區人口有379人。

## 地理
二號鎮區涵蓋總面積為278.4平方（107.5平方英里），其中277.74平方（107.24平方英里）為陸地，0.66平方（0.25平方英里）或0.24%為水域。海拔高度539（1,768英尺）。

## 人口統計
根據2010年美國人口普查，二號鎮區人口有379人，住房217戶，人口密度為1.36人/每平方公里。此鎮區居民之種族中，白人有369人，非裔美國人有2人，美洲原住民有2人，亞裔美國人有1人，太平洋島裔美國人有0人，其他種族有2人，混血種族則有3人。此外此鎮區有21人為西班牙裔或拉丁裔美國人。

## 交通

### 主要公路
- 24號美國國道